# Procampylaspis sordida
Procampylaspis sordida är en kräftdjursart som beskrevs av Hale 1945. Procampylaspis sordida ingår i släktet Procampylaspis och familjen Nannastacidae. Inga underarter finns listade i Catalogue of Life.